# برج رادیو و تلویزیون مرکزی پکن
برج رادیو و تلویزیون مرکزی پکن (چینی: 中央广播电视塔) یک برج مخابراتی ۴۰۵ متری واقع در شهر پکن، جمهوری خلق چین می‌باشد. ساخت و ساز این برج مخابراتی در سال ۱۹۸۷ شروع شد و در سال ۱۹۹۲ به پایان رسید. معمار این بنا رم کولهاس است که این بنا را به سبک معماری مدرن طراحی کرده‌است. مساحت زیربنای برج رادیو و تلویزیون مرکزی پکن ۶۰٬۰۰۰ متر مربع (۶۵۰٬۰۰۰ فوت مربع) است.

## نگارخانه

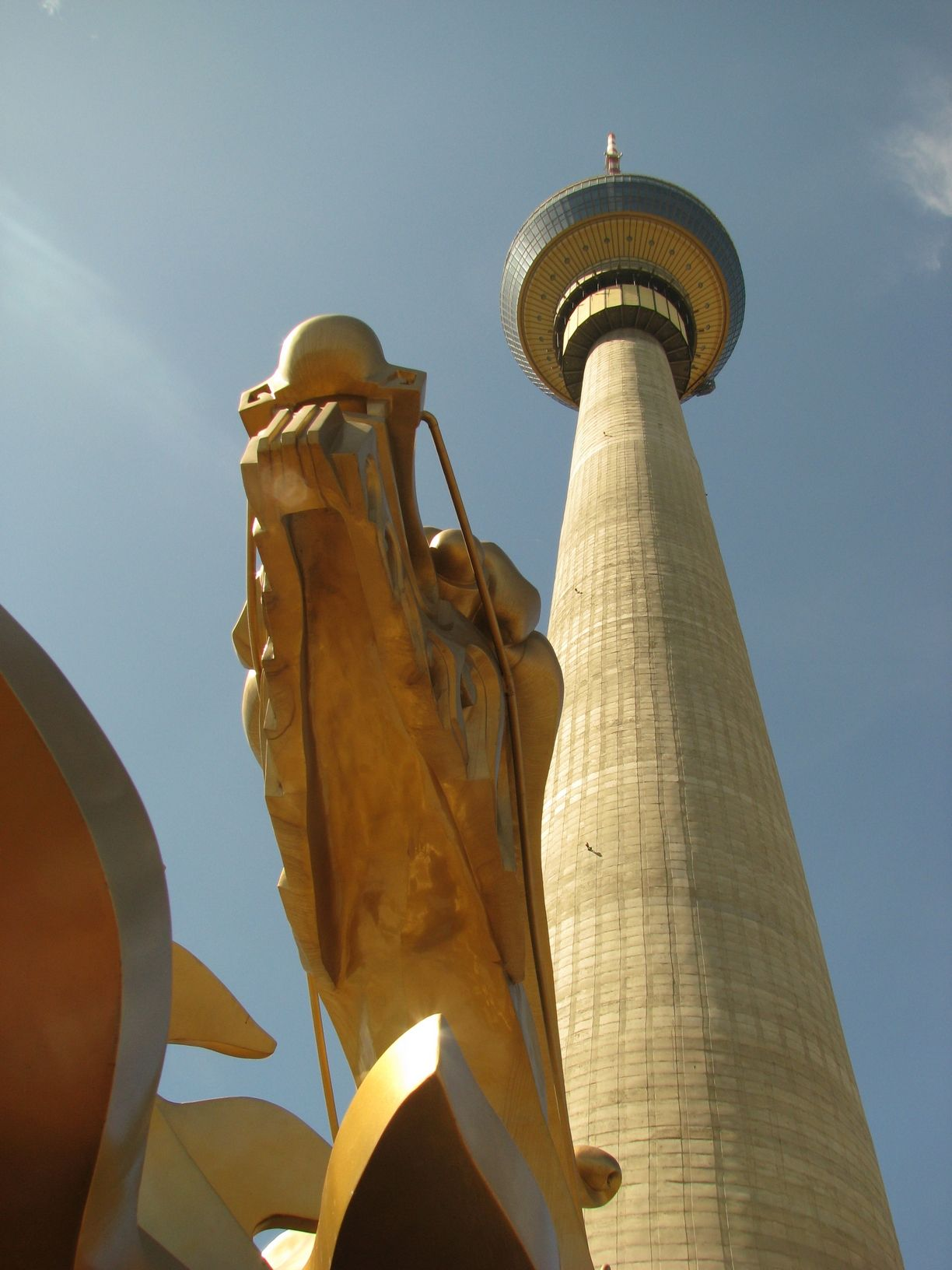
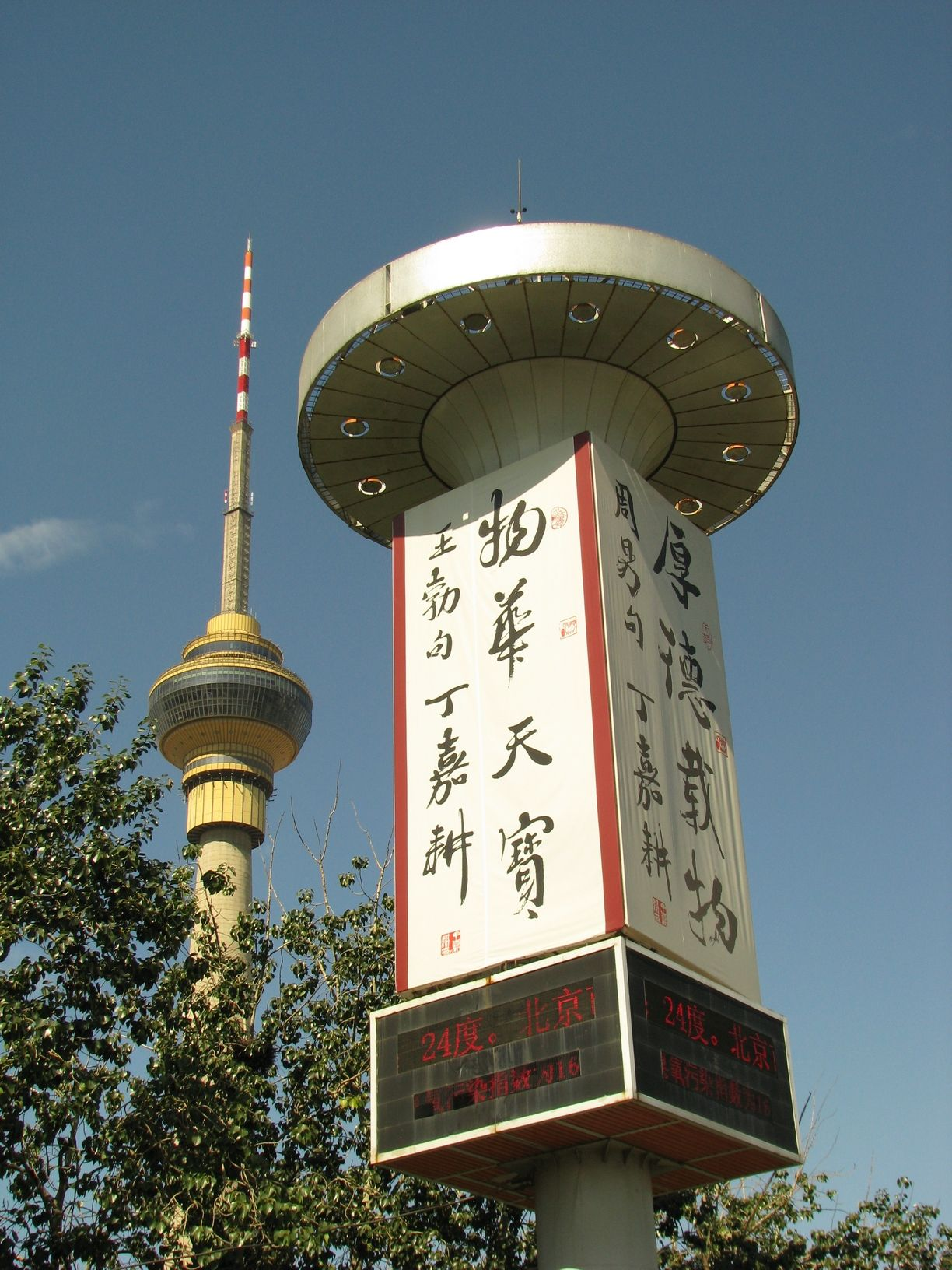
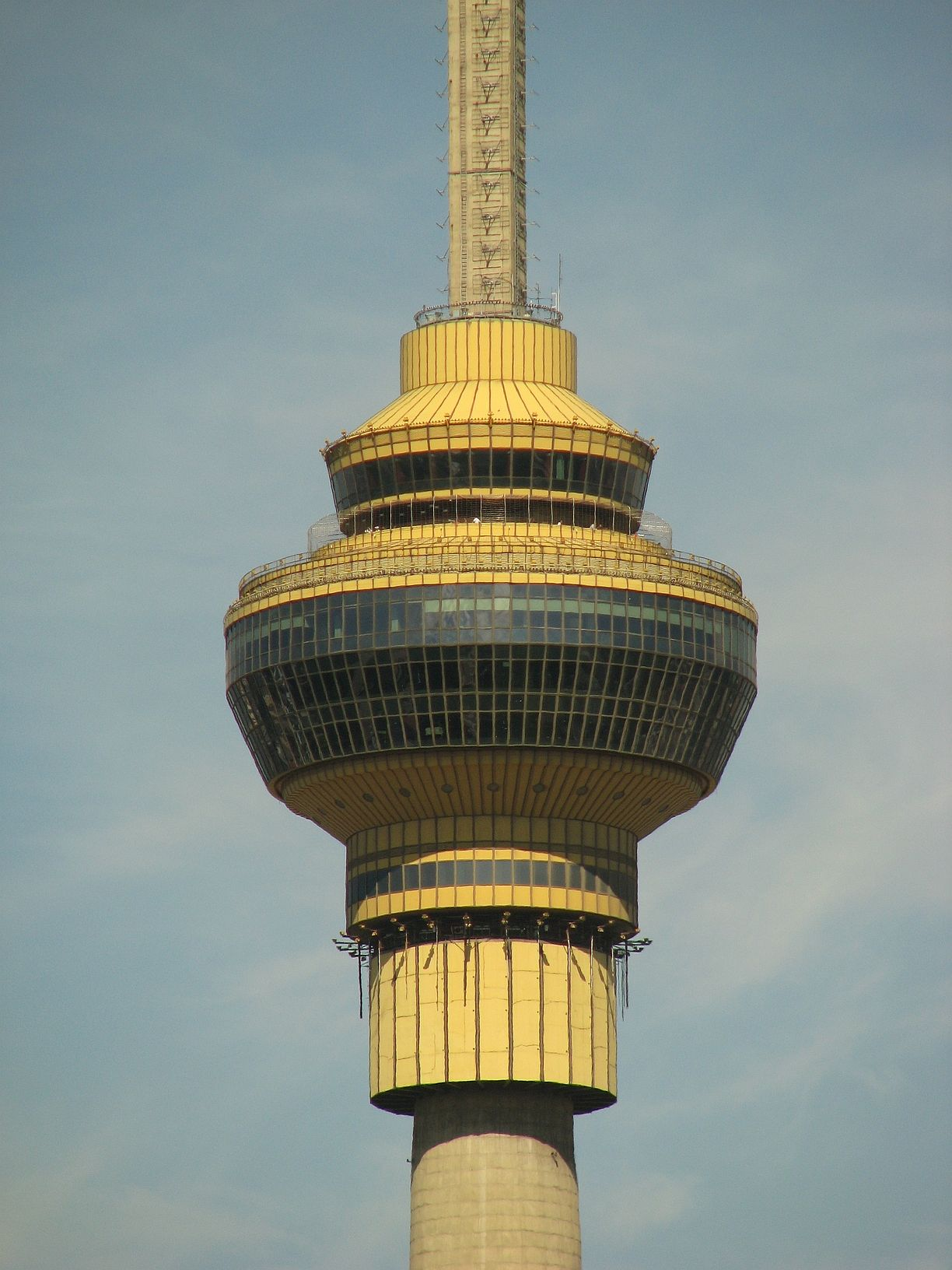
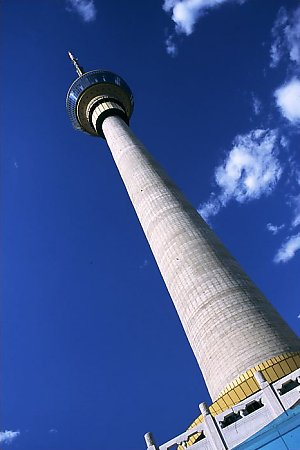
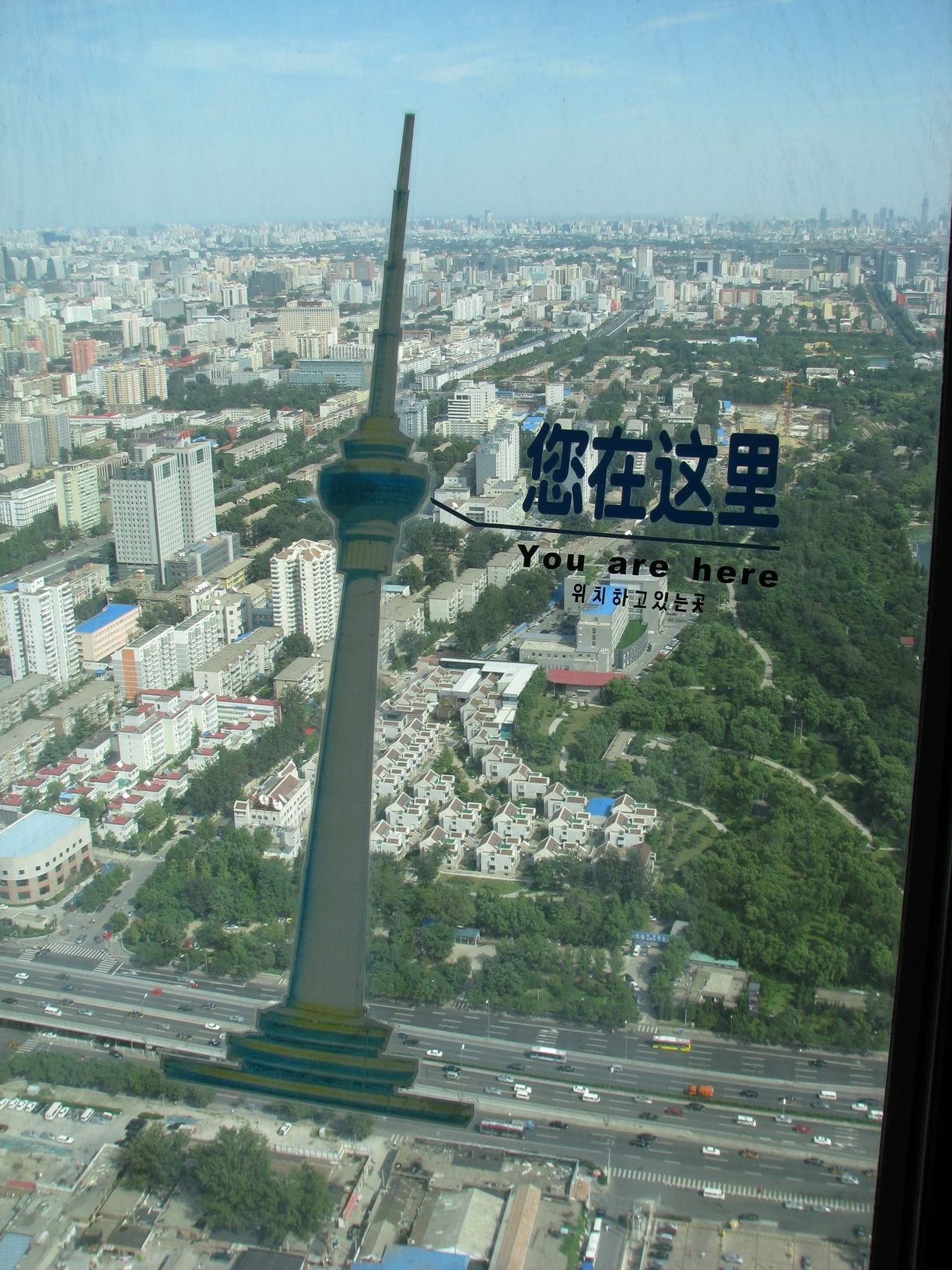
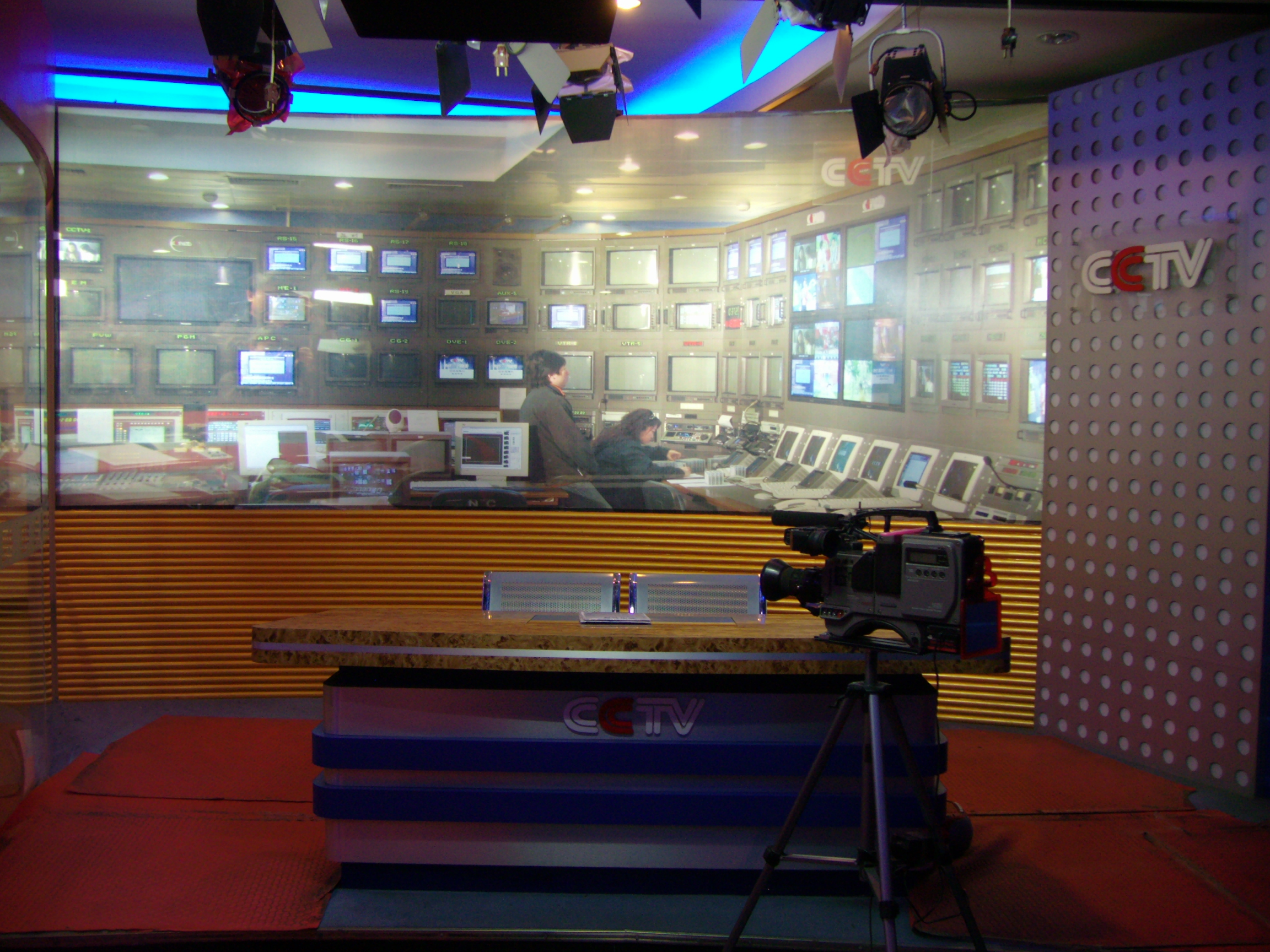